# 索科波
8°13′56″N 70°49′14″W / 8.23222°N 70.82056°W

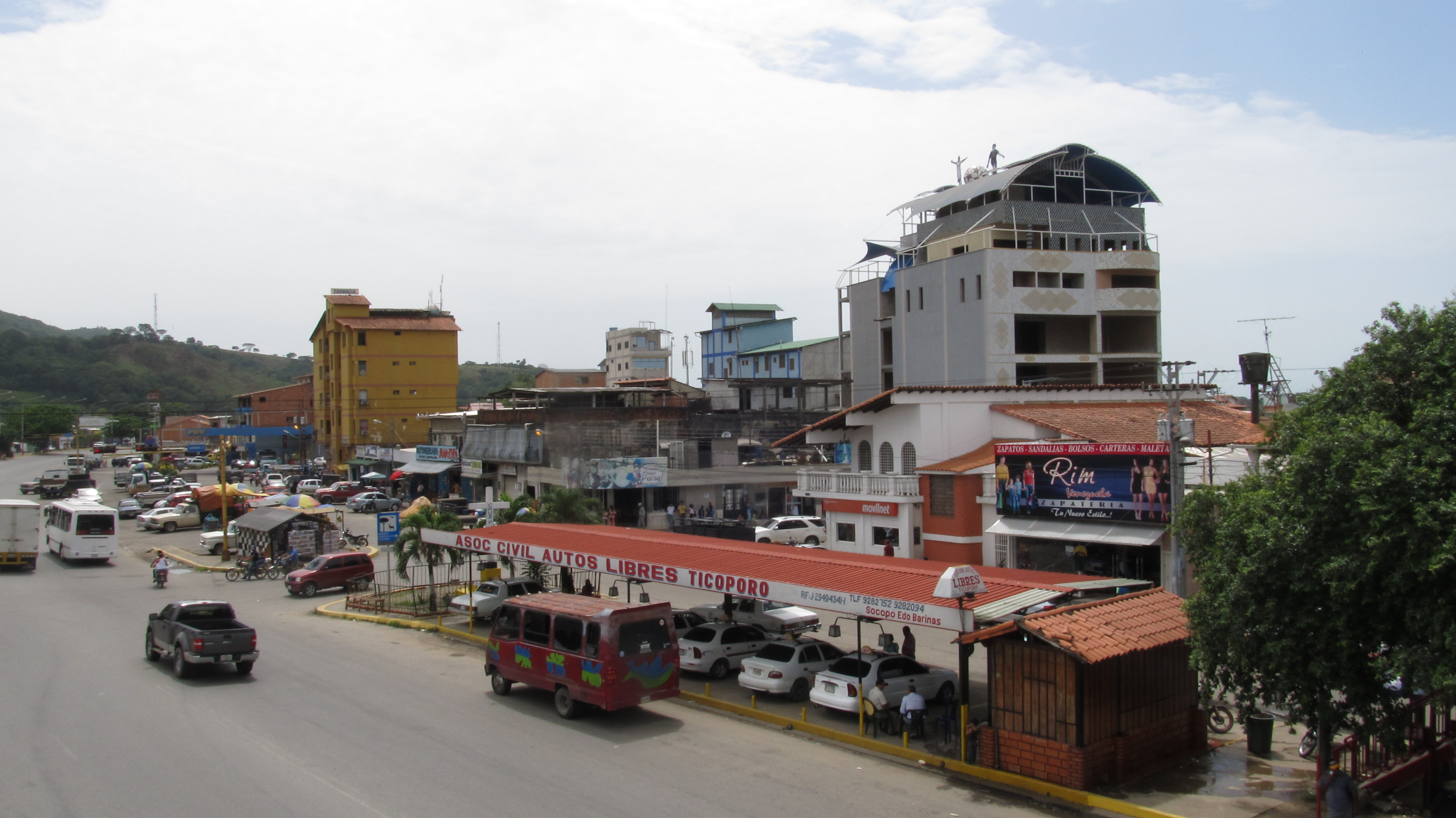

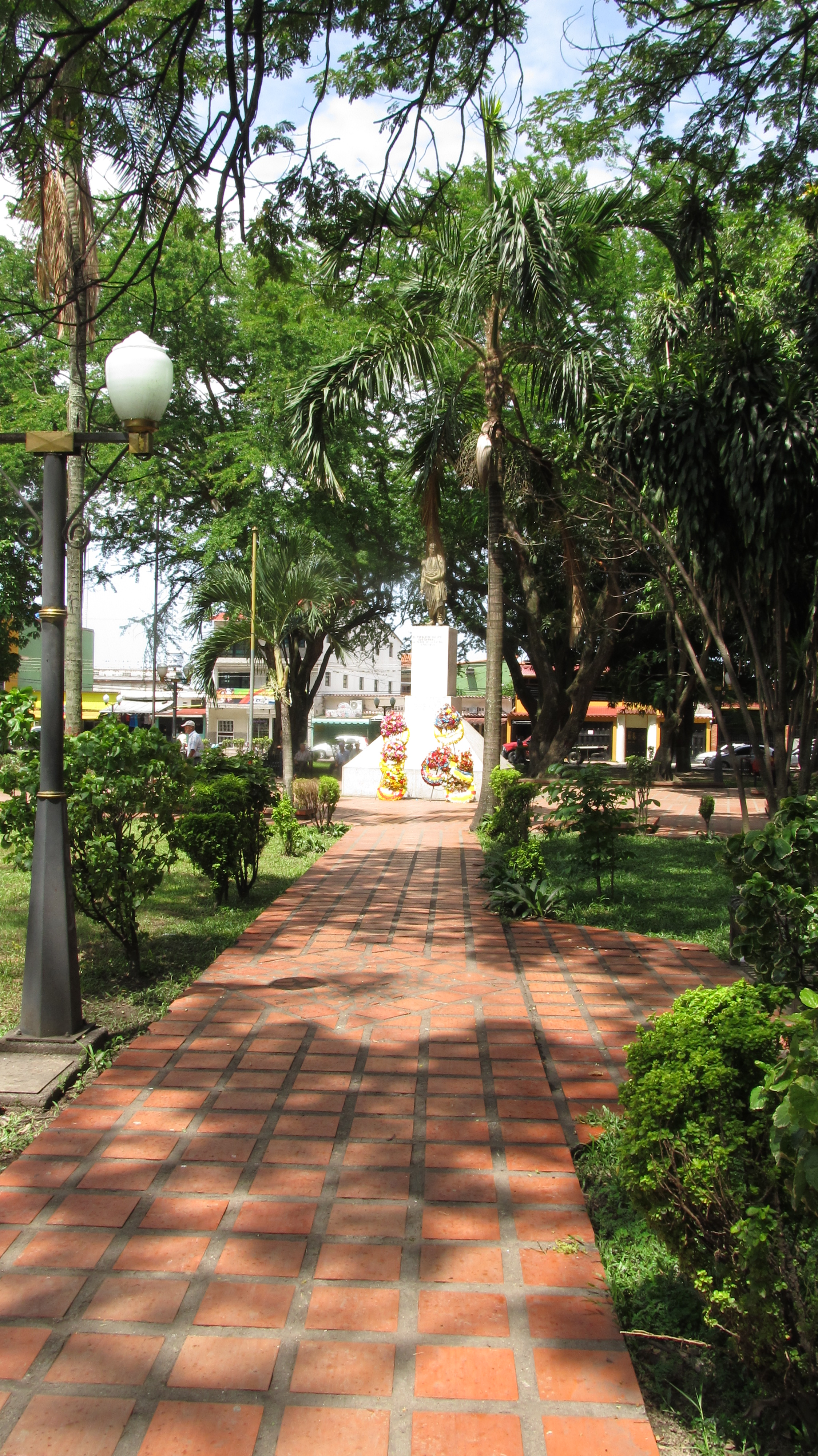

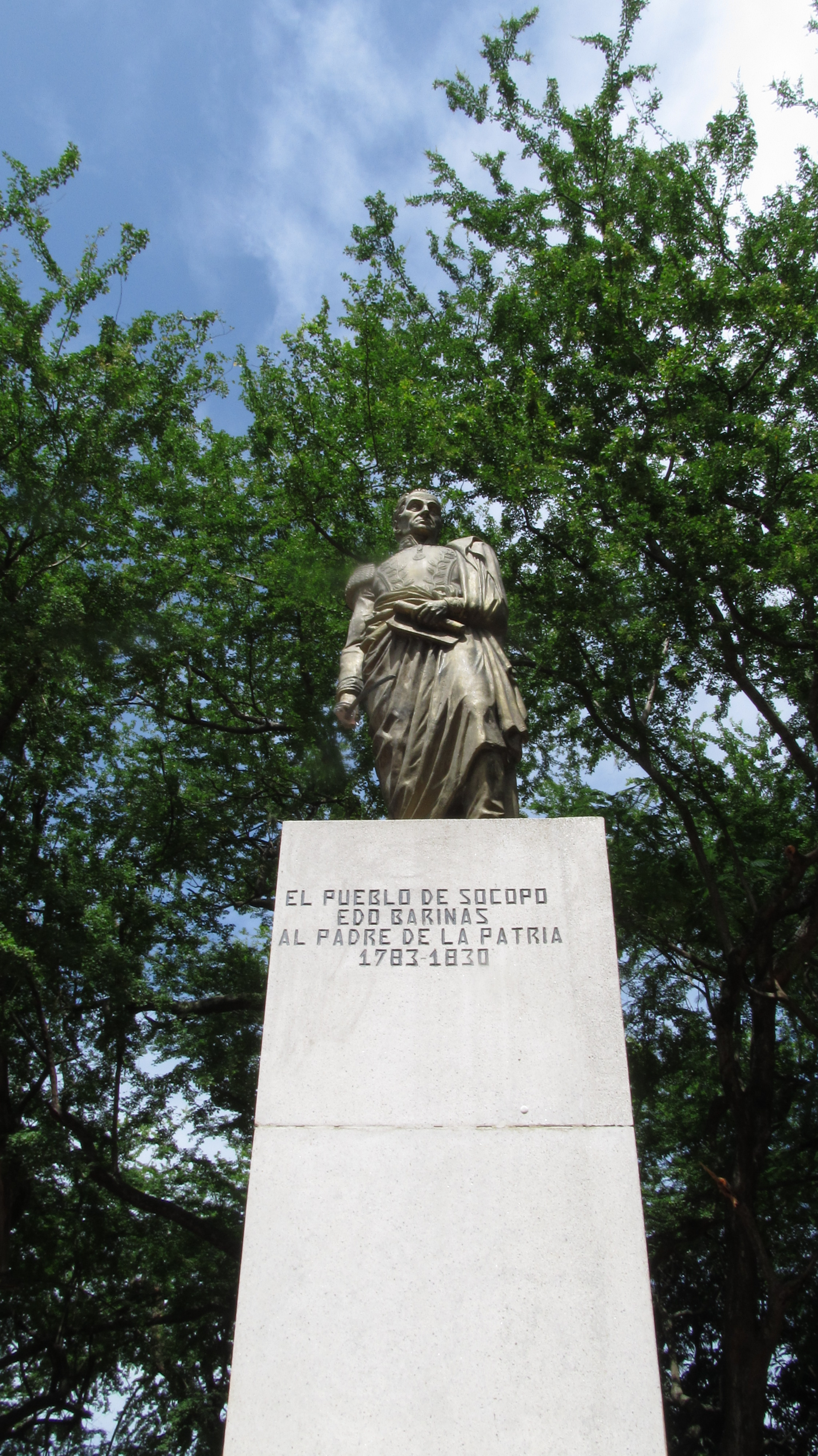

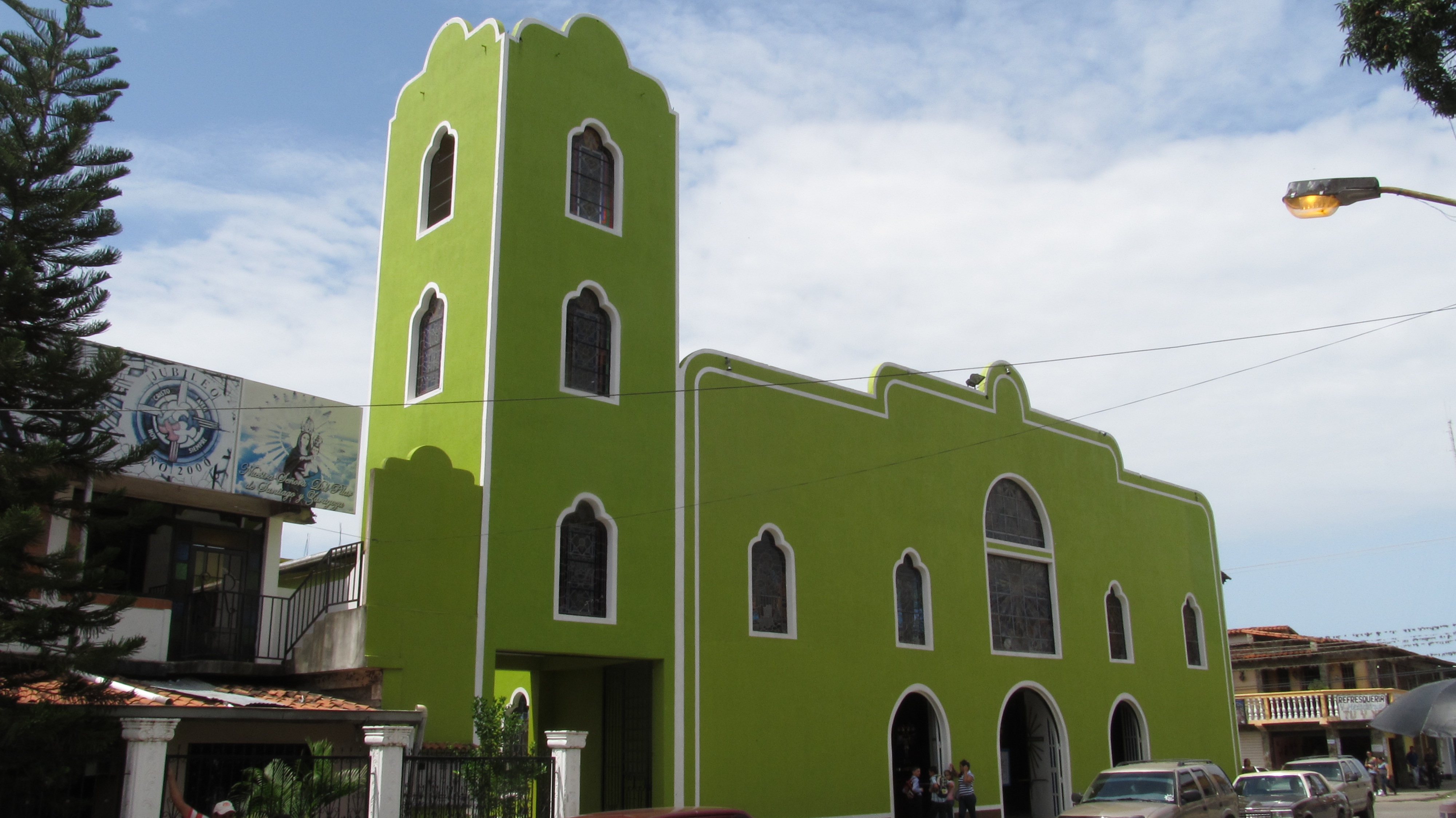

索科波（西班牙語：Socopó），是委內瑞拉的城鎮，位於該國西部巴里納斯州，是安東尼奧何塞德蘇克雷市的首府，始建於1954年，海拔高度294米，該城鎮人口62,218。